# Manassas (musikgrupp)
Manassas var ett amerikanskt rockband bildat 1971 av Stephen Stills.
Gruppen sattes ursprungligen ihop för att ackompanjera Stills på dennes tredje soloalbum, men utvecklades snart till ett eget band. Den mest namnkunnige medlemmen utöver Stills var Chris Hillman, som tidigare spelat i The Byrds och The Flying Burrito Brothers. Deras debutalbum, Manassas, gavs ut 1972 och följdes året därpå av Down the Road. Senare samma år upplöstes bandet.

## Medlemmar
Ordinarie medlemmar
- Stephen Stills – sång, gitarr, keyboard
- Chris Hillman – sång, gitarr, mandolin
- Al Perkins – steel guitar, gitarr
- Calvin "Fuzzy" Samuels – basgitarr, bakgrundssång
- Paul Harris – klaviaturinstrument
- Dallas Taylor – trummor
- Joe Lala – percussion, bakgrundssång

Turnerande medlemmar (1973)
- Kenny Passarelli – basgitarr
- John Barbata – trummor

Studiomusiker
- Bill Wyman – basgitarr (på Manassas)
- Byron Berline – fiol (på Manassas)
- Joe Walsh – slide guitar (på Down the Road)
- Bobby Whitlock – keyboard, bakgrundssång (på Down the Road)
- P. P. Arnold – bakgrundssång (på Down the Road)
- Sydney George – munspel (på Manassas) och flöjt (på Down the Road)
- Jerry Aiello – keyboard (på Manassas och Down the Road)
- Charlie Grimes – gitarr (på Down the Road)

## Diskografi
Studioalbum
- 1972 – Manassas
- 1973 – Down the Road

Singlar
- 1972 – "Rock 'n' Roll Crazies" / "Colorado"
- 1972 – "It Doesn't Matter" / "Fallen Eagle"
- 1972 – "The Treasure (Take One)" / "So Begins The Task" / "Colorado"
- 1973 – "Isn't It About Time" / "So Many Times"
- 1973 – "Guaguancó De Veró" / "Down the Road"

Samlingsalbum
- 2009 – Pieces